# Hrabstwo Marion (Wirginia Zachodnia)
Hrabstwo Marion (ang. Marion County) – hrabstwo w stanie Wirginia Zachodnia w Stanach Zjednoczonych. Obszar całkowity hrabstwa obejmuje powierzchnię 534,90 mil² (1385,38 km²). Według szacunków United States Census Bureau w roku 2010 miało 56 418 mieszkańców.
Hrabstwo powstało w 1842 roku. 

## Miasta
- Barrackville
- Fairmont
- Fairview
- Farmington
- Grant Town
- Mannington
- Monongah
- Pleasant Valley
- Rivesville
- White Hall
- Worthington[4]

## CDP

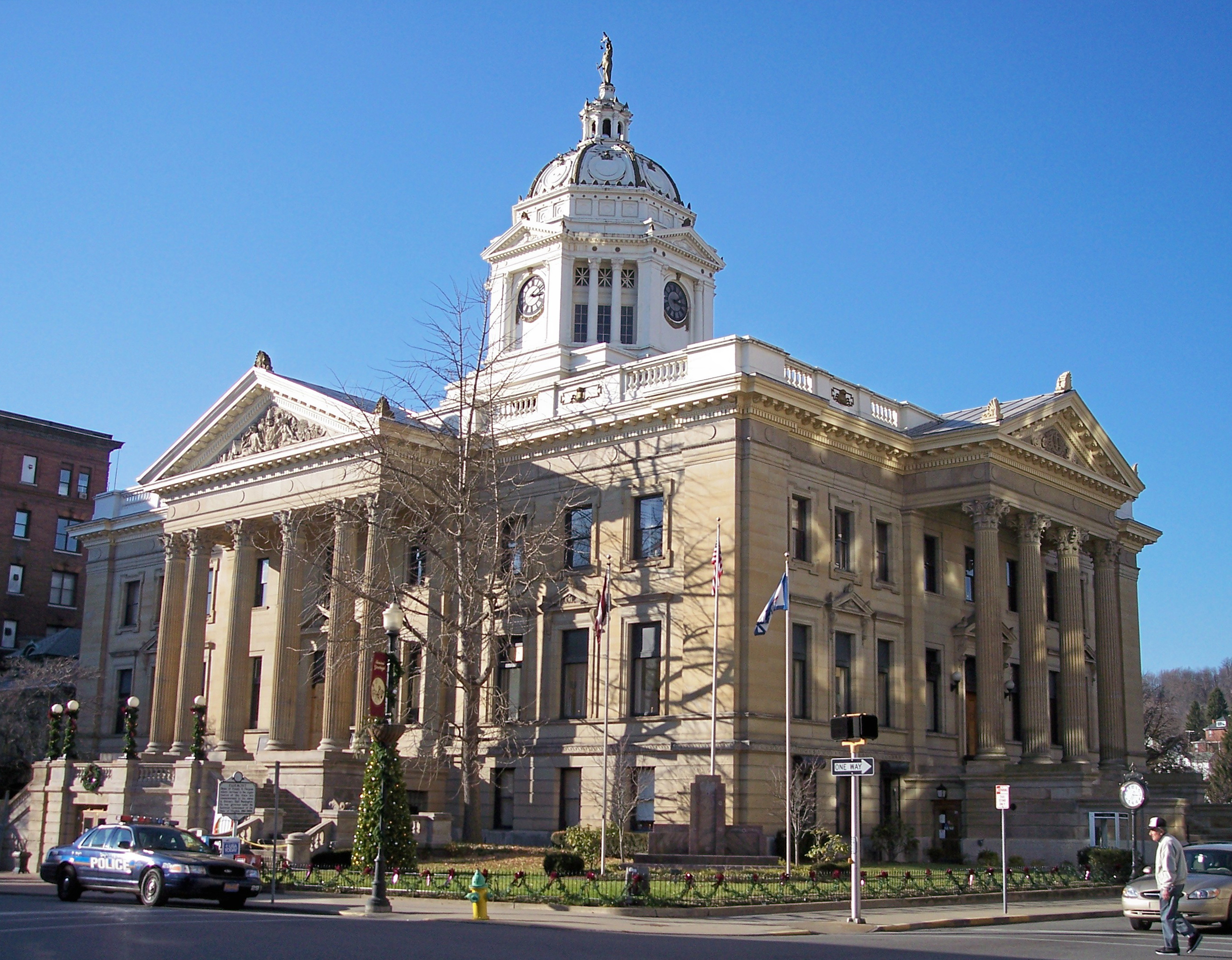
Budynek administracji (courthouse) w Fairmont

- Carolina
- Idamay
- Rachel[4]

| Populacja hrabstwa w poprzednich latach | Populacja hrabstwa w poprzednich latach |
| Rok                                     | Liczba ludności                         |
| --------------------------------------- | --------------------------------------- |
| 1980                                    | 65 525                                  |
| 1990                                    | 57 249                                  |
| 2000                                    | 56 598                                  |
| 2010                                    | 56 418                                  |